# اندیس هفتکل (کوپال)
هفتکل(کوپال) یک اندیس مصالح ساختمانی است که در حوالی شهر مارون استان خوزستان قرار دارد و مادهٔ معدنی موجود در آن، مارن است. و دیرینگی آن به دوران نئوژن می‌رسد. 